# Мискью, Эмма
Э́мма Кэ́трин Ми́скью (англ. Emma Kathryn Miskew; род. 14 февраля 1989, Оттава) — канадская кёрлингистка.
Двукратный чемпион мира среди женщин.
В составе женской сборной Канады участник зимних Олимпийских игр 2018 года (заняли шестое место), участник чемпионатов мира (чемпионы в 2017, 2024, 2024), Панконтинентальных чемпионатов (чемпионы в 2024). Пятикратный чемпион Канады среди женщин, двукратный обладатель Кубка Канады. Бронзовый призёр чемпионата Канады среди смешанных пар. В составе юниорской женской сборной Канады серебряный призёр чемпионата мира 2010. Чемпион Канады среди юниоров.
В «классическом» кёрлинге (команда из четырёх человек одного пола) в основном играет на позициях третьего и второго.

## Достижения
- Чемпионат мира по кёрлингу среди женщин: золото (2017, 2024, 2025), серебро (2014), бронза (2013).
- Панконтинентальный чемпионат по кёрлингу: золото (2024).
- Чемпионат Канады по кёрлингу среди женщин: золото (2013, 2014, 2017, 2024, 2025), серебро (2019, 2020, 2021), бронза (2015).
- Канадский олимпийский отбор по кёрлингу: золото (2017), бронза (2013).
- Кубок Канады по кёрлингу: золото (2015, 2019), серебро (2014, 2016), бронза (2018).
- Чемпионат Канады по кёрлингу среди смешанных пар: бронза (2016).
- Кубок мира по кёрлингу 2018/2019: золото (1 этап).
- Континентальный Кубок по кёрлингу (в составе команды Северной Америки): золото (2014, 2015, 2016, 2018), серебро (2019).
- Чемпионат мира по кёрлингу среди юниоров: серебро (2010).
- Чемпионат Канады по кёрлингу среди юниоров: золото (2010), серебро (2009).

## Спортивная карьера
Начала заниматься кёрлингом с шести лет.
С начала карьеры в кёрлинге (в 2001 году) и по настоящее время выступает как бессменный третий в команде Рэйчел Хоман (в том числе и как сборной провинции Онтарио, и как сборной Канады). Вместе с командой выиграла четыре подростковых (англ. Bantam) чемпионата провинции Онтарио, два юниорских чемпионата Онтарио, золотую медаль зимних Канадских игр 2007, юниорский чемпионат Канады 2010, два женских чемпионата провинции Онтарио (2011, 2013), два женских чемпионата Канады (Scotties Tournament of Hearts; 2013, 2014).
Вместе с командой Хоман, выступавшей как юниорская сборная Канады, Эмма выиграла серебряную медаль на юниорском чемпионате мира 2010 (Флимс, Швейцария). Когда команда Хоман из юниорского статуса перешла во взрослый женский, с участием Эммы были выиграны бронзовая медаль на чемпионате мира 2013 (Рига, Латвия) и серебряная медаль на чемпионате мира 2014 (Сент-Джон, Канада).
Также в составе команды Эмма неоднократно участвовала в серии турниров Мирового тура по кёрлингу (англ. World Curling Tour, WCT), где команда добилась многих успехов; в частности, в первый же свой сезон в WCT в 2009 команда Хоман была отмечена специальным призом как «лучшая новая команда года» (англ. Rookie Team of the Year). На начало 2016 года в рейтинге World Curling Tour команда Хоман находится на уверенном 1-м месте, опережая идущую второй команду Дженнифер Джонс по набранным очкам и заработанным призовым более чем в два раза.
Кроме участия в команде Хоман, Эмма занималась и кёрлингом в смешанных парах (дабл-микст). В этой дисциплине вместе с Райаном Фраем бронзовый призёр чемпионата Канады 2016; в 2008 вместе с Кристианом Толассо победила в юниорском чемпионате провинции Онтарио.

## Частная жизнь
Окончила среднюю школу Brookfield High School, затем закончила в 2012 Карлтонский университет по специальности «Промышленный дизайн». Работает планировщиком проектов в сенате Канады.

## Команды
| Сезон                                               | Четвёртый          | Третий              | Второй           | Первый         | Запасной                                                           | Турниры                                            |
| --------------------------------------------------- | ------------------ | ------------------- | ---------------- | -------------- | ------------------------------------------------------------------ | -------------------------------------------------- |
| 2002—03                                             | Рэйчел Хоман       | Эмма Мискью         | Элисон Кревьязак | Никки Джонстон |                                                                    |                                                    |
| 2003—04                                             | Рэйчел Хоман       | Эмма Мискью         | Элисон Кревьязак | Никки Джонстон |                                                                    |                                                    |
| 2004—05                                             | Рэйчел Хоман       | Эмма Мискью         | Элисон Кревьязак | Никки Джонстон |                                                                    |                                                    |
| 2005—06                                             | Рэйчел Хоман       | Эмма Мискью         | Линн Кревьязак   | Джейми Синклер |                                                                    |                                                    |
| 2006—07                                             | Рэйчел Хоман       | Эмма Мискью         | Элисон Кревьязак | Никки Джонстон | тренер: Эрл Моррис                                                 |                                                    |
| 2007                                                | Рэйчел Хоман       | Эмма Мискью         | Линн Кревьязак   | Джейми Синклер | тренер: Эрл Моррис                                                 | КЗИ 2007                                           |
| 2007—08                                             | Рэйчел Хоман       | Эмма Мискью         | Элисон Кревьязак | Линн Кревьязак |                                                                    |                                                    |
| 2008—09                                             | Рэйчел Хоман       | Эмма Мискью         | Элисон Кревьязак | Линн Кревьязак | тренер: Эрл Моррис                                                 | ЧКЮ 2009                                           |
| 2009—10                                             | Рэйчел Хоман       | Эмма Мискью         | Элисон Кревьязак | Линн Кревьязак | Лора Крокер тренер: Эрл Моррис                                     |                                                    |
| 2010                                                | Рэйчел Хоман       | Эмма Мискью         | Лора Крокер      | Линн Кревьязак | тренер: Эрл Моррис                                                 | ЧКЮ 2010 · ЧМЮ 2010                                |
| 2010—11                                             | Рэйчел Хоман       | Эмма Мискью         | Элисон Кревьязак | Лиза Уигл      | Шерри Мидо (ЧК) тренер: Andrea Ronnebeck                           | ЧК 2011 (4 место)                                  |
| 2011—12                                             | Рэйчел Хоман       | Эмма Мискью         | Элисон Кревьязак | Лиза Уигл      | тренер: Andrea Ronnebeck                                           | КК 2011 (4 место)                                  |
| 2012—13                                             | Рэйчел Хоман       | Эмма Мискью         | Элисон Кревьязак | Лиза Уигл      | Стефани Ле Дрю (ЧК, ЧМ) тренер: Эрл Моррис                         | ЧК 2013 · ЧМ 2013                                  |
| 2013—14                                             | Рэйчел Хоман       | Эмма Мискью         | Элисон Кревьязак | Лиза Уигл      | Хизер Смит (КООК) Стефани Ле Дрю (ЧК, ЧМ) тренер: Эрл Моррис       | КООК 2013 · ККК 2014 · ЧК 2014 · ЧМ 2014           |
| 2014—15                                             | Рэйчел Хоман       | Эмма Мискью         | Джоанн Кортни    | Лиза Уигл      | Шерил Кревьязак (ЧК) тренер: Ричард Харт                           | КК 2014 · ККК 2015 · ЧК 2015                       |
| 2015—16                                             | Рэйчел Хоман       | Эмма Мискью         | Джоанн Кортни    | Лиза Уигл      | тренер: Ричард Харт                                                | КК 2015 · ККК 2016                                 |
| 2016—17                                             | Рэйчел Хоман       | Эмма Мискью         | Джоанн Кортни    | Лиза Уигл      | Шерил Кревьязак (ЧК, ЧМ) тренер: Adam Kingsbury                    | КК 2016 · ЧК 2017 · ЧМ 2017                        |
| 2017—18                                             | Рэйчел Хоман       | Эмма Мискью         | Джоанн Кортни    | Лиза Уигл      | Шерил Кревьязак (КООК) Шерил Бернард (ЗОИ) тренер: Adam Kingsbury  | КООК 2017 · ККК 2018 · ЗОИ 2018 (6 место)          |
| 2018—19                                             | Рэйчел Хоман       | Эмма Мискью         | Джоанн Кортни    | Лиза Уигл      | Шерил Кревьязак (ЧК) тренеры: Нолан Тиссен (КМ), Марсель Рок       | КМ 2018/19 (1 этап) · КК 2018 · ККК 2019 · ЧК 2019 |
| 2019—20                                             | Рейчел Хоман       | Эмма Мискью         | Джоанн Кортни    | Лиза Уигл      | Шерил Кревьязак (ЧК) тренер: Марсель Рок (ЧК)                      | КК 2019 · ЧК 2020                                  |
| 2020—21                                             | Рейчел Хоман       | Эмма Мискью         | Сара Уилкс       | Джоанн Кортни  | Даниэль Инглис тренер: Рэнди Фёрби                                 | ЧК 2021                                            |
| 2021—22                                             | Рэйчел Хоман       | Эмма Мискью         | Сара Уилкс       | Джоанн Кортни  | тренер: Марсель Рок                                                | КООК 2021 (9 место)                                |
| 2021—22                                             | Эмма Мискью (скип) | Сара Уилкс          | Эллисон Флэкси   | Джоанн Кортни  | Линн Кревьязак тренер: Марсель Рок                                 | ЧК 2022 (13 место)                                 |
| 2022—23                                             | Рейчел Хоман       | Трэйси Флёри (скип) | Эмма Мискью      | Сара Уилкс     | Kira Brunton тренер: Райан Фрай                                    | ЧК 2023 (5 место)                                  |
| 2023—24                                             | Рейчел Хоман       | Трэйси Флёри        | Эмма Мискью      | Сара Уилкс     | Рашель Браун тренер: Дон Бартлетт                                  | ЧК 2024 · ЧМ 2024                                  |
| 2024—25                                             | Рейчел Хоман       | Трэйси Флёри        | Эмма Мискью      | Сара Уилкс     | Рашель Браун тренеры: Виктор Челль (ПКЧ, ЧМ), Дженнифер Джонс (ЧК) | ПКЧ 2024 · ЧК 2025 · ЧМ 2025                       |
| Кёрлинг среди смешанных пар (mixed doubles curling) |                    |                     |                  |                |                                                                    |                                                    |
| 2015—16                                             | Эмма Мискью        | Райан Фрай          |                  |                |                                                                    | ЧКСП 2016                                          |
| 2020—21                                             | Эмма Мискью        | Райан Фрай          |                  |                |                                                                    | ЧКСП 2021 (9 место)                                |

Во всех составах (кроме ЧК 2022 и ЧК 2023) «классического» кёрлинга (женская команда из четырёх человек) скип — Рэйчел Хоман.